# Ацеклофенак
Ацеклофенак — лекарственное средство, нестероидный противовоспалительный препарат (НПВП) из группы производных фенилуксусной кислоты, оказывает противовоспалительное, обезболивающее и жаропонижающее действие.
Некоторые авторы относят ацеклофенак к НПВП с умеренной селективностью в отношении ЦОГ2 наряду с мелоксикамом и нимесулидом.

## Общее описание
Ацеклофенак наряду с диклофенаком является производным фенилуксусной кислоты. Он является короткоживущим, быстродействующим и быстро выводящимся из организма нестероидным противовоспалительным средством наряду с лорноксикамом, ибупрофеном, диклофенаком и нимесулидом. Являясь НПВС, ациклофенак блокирует ЦОГ1 и ЦОГ2 и тем самым снижает выработку медиаторов простагландинов. Ацеклофенак занимает промежуточное положение между традиционными (неселективными) и селективными НПВС.
Противовоспалительное действие ацеклофенака такое же, как у диклофенака, ниже, чем у индометацина, напроксена и флурбипрофена, выше, чем у пироксикама, кетопрофена, фенилбутазона, ибупрофена, кеторолака, лорноксикама и ацетилсалициловой кислоты.
Обезболивающее действие у ацеклофенака совпадает с таковым у диклофенака. Оно ниже, чем у лорноксикама и кеторолака, и выше, чем у индометацина, ибупрофена, ацетилсалициловой кислоты и кетопрофена.
Риск накопления в организме и риск нежелательных (побочных) эффектов у ацеклофенака меньше, чем у мелоксикама, кеторолака, ибупрофена, диклофенака, лорноксикама. По этому параметру лучше ацеклофенака только пироксикам.

## Фармакологические свойства

### Фармакокинетика
Ацеклофенак хорошо всасывается в кишечнике, максимальная концентрация в крови достигается через 1,25-3 часа после приёма. Проникает в синовиальную жидкость, где его концентрация достигает 57 % от уровня концентрации в плазме и время достижения максимальной концентрации — на 2-4 ч позже, чем в плазме. Объём распределения — 25 л. Связь с белками плазмы (альбуминами) — 99 %. Ацеклофенак циркулирует главным образом в неизменённом виде, основным его метаболитом является 4'-гидроксиацеклофенак. Время полувыведения — 4 часа. Выводится почками преимущественно в виде гидроксипроизводных (около 2/3 введённой дозы).

### Фармакодинамика
Ацеклофенак ингибирует экспрессию ферментов циклооксигеназ, преимущественно (с умеренной селективностью) — ЦОГ2, тем самым снижает синтез простагландинов, оказывает противовоспалительное, анальгезирующее и жаропонижающее действие.
Ацеклофенак приблизительно в 4 раза сильнее ингибирует ЦОГ2, чем ЦОГ1 (соотношение ингибирующих концентраций равно 0,26).

## Эффективность и безопасность
Ацеклофенак занимает промежуточное положение по эффективности и безопасности между традиционными (неселективными) и селективными нестероидными противовоспалительными лекарственными средствами.
Он показал такую же эффективность и безопасность, как и мелоксикам.
Принимаемый в двое большей дозе он показал лучшую безопасность при сравнении с диклофенаком при таком же снижении болевого синдрома. У ацеклофенака меньше, чем у диклофенака, частота побочных эффектов со стороны желудочно-кишечного тракта и сердечно-сосудистой системы.

## Применение
Ацеклофенак, являясь нестероидным противовоспалительным средством, применяется для устранения или уменьшения симптомов боли, воспаления и лихорадки.

## Противопоказания
Ацеклофенак противопоказан людям с гиперчувствительностью к НПВП, с эрозивно-язвенными поражениями желудочно-кишечного тракта в фазе обострения, больным с сочетанием бронхиальной астмы, рецидивирующего полипоза носа и околоносовых пазух, а также при непереносимости ацетилсалициловой кислоты или других НПВП, с нарушением кроветворения неясной этиологии, в третьем триместре беременности, детям до 18 лет.
C осторожностью под наблюдением врача ацеклофенак применяют при хронической сердечной недостаточности, заболеваниях печени, почек и желудочно-кишечного тракта в анамнезе, диспепсических симптомах на момент назначения препарата, при артериальной гипертензии, беременности в I–II триместре, в период лактации, в пожилом возрасте одновременно с приёмом диуретиков.

## Побочные эффекты
- Со стороны пищеварительной системы: гастралгия, тошнота, рвота, диспепсия, метеоризм, снижение аппетита, повышение активности «печеночных» трансаминаз, желудочно-кишечное кровотечение, эрозивно-язвенные поражения и перфорация желудочно-кишечного тракта, гематемезис, мелена, молниеносный гепатит, запоры.
- Со стороны нервной системы: головная боль, головокружение, возбуждение, нарушения восприятия, парестезии, снижение памяти, дезориентация, нарушение зрения, слуха, вкусовых ощущений, шум в ушах, нарушения сна (сонливость или бессонница), раздражительность, судороги, депрессия, тревожность, тремор, асептический менингит.
- Со стороны мочевыделительной системы: редко — периферические отёки, в отдельных случаях острая почечная недостаточность, гематурия, протеинурия, интерстициальный нефрит, нефротический синдром.
- Со стороны органов кроветворения: тромбоцитопения, лейкопения, агранулоцитоз, гемолитическая анемия, апластическая анемия.
- Со стороны сердечно-сосудистой системы: тахикардия, повышение артериального давления, хроническая сердечная недостаточность.
- Аллергические реакции: кожная сыпь, редко — крапивница, экзема, эритродермия, системные анафилактоидные реакции, бронхиальная астма, в отдельных случаях — васкулит, пневмонит, мультиформная экссудативная эритема (в том числе синдром Стивенса-Джонсона), токсический эпидермальный некролиз (синдром Лайелла).

При передозировке наблюдаются головокружение, головная боль, гипервентиляция легких с повышенной судорожной готовностью, тошнота, рвота, боли в области живота. Специфического антидота нет, форсированный диурез и гемодиализ малоэффективны, рекомендуется промывание желудка и приём активированного угля.

## Документы
- Реестровая запись ФС-000343 : Ацеклофенак // Государственный реестр лекарственных средств. — Минздрав РФ, 2012. — 25 апреля.
- Регистрационное удостоверение ЛП-003227 : Ацеклофенак // Государственный реестр лекарственных средств. — Минздрав РФ, 2015. — 29 сентября.
- Ивасько, Ю. Г. Инструкция по медицинскому применению лекарственного препарата Ацеклофенак : ЛП-003227-290915 / ЗАО «Березовский фармацевтический завод». — Министерство здравоохранения Российской Федерации, 2015. — 29 сентября. — 8 с.